# Marv Wolfman
Marvin Arthur Wolfman (Brooklyn, Nova York, 13 de maig de 1946) és un escriptor estatunidenc de còmic book i novel·lització. Va treballar a The Tomb of Dracula de Marvel Comics, per al qual ell i l'artista Gene Colan van crear Blade, l'assassí de vampirs, a The New Teen Titans i Crisis on Infinite Earths de DC Comics amb George Pérez. Entre els molts personatges que Wolfman va crear o co-crear es troben Cyborg, Raven, Starfire, Deathstroke, Tim Drake, Rose Wilson, Nova, la Gata Negra, Bullseye i els Omega Men.

## Primers anys de vida
Marv Wolfman va néixer a Brooklyn, Nova York, fill de l'agent de policia Abe i de la mestressa de casa Fay. Té una germana, Harriet, 12 anys més gran. Quan Wolfman tenia 13 anys, la seva família es va traslladar a Flushing, Queens, Nova York, on va assistir a l'escola secundària. Va continuar a l'escola d’art i disseny de Nova York, a Manhattan, amb l'esperança de convertir-se en dibuixant. Wolfman és jueu.

## Carrera

### Anys seixanta
Marvin Wolfman va estar actiu en el fandom abans de començar la seva carrera professional de còmic a DC Comics el 1968. Wolfman va ser un dels primers a publicar Stephen King, amb "In A Half-World of Terror" al fanzine de terror Stories of Suspense nº 2 (1965) de Wolfman. Es tractava d'una versió revisada de la primera història publicada per King, "I Was a Teenage Grave Robber", que havia estat publicada en quatre números (tres publicats i un inèdit) del fanzine Comics Review aquell mateix any.
El primer treball publicat per Wolfman per a DC Comics va aparèixer al Blackhawk nº 242 (ag. –Sept. 1968). Amb el seu amic de sempre Len Wein van crear el personatge Jonny Double a Showcase nº 78 (novembre de 1968) amb guió de Wolfman. Els dos van coescriure "Eye of the Beholder" a Teen Titans nº 18 (desembre de 1968), que seria el primer crèdit professional de còmics de Wein. Neal Adams va ser cridat a reescriure i redibuixar una història de Teen Titans que havia estat escrita per Wein i Wolfman. La història, titulada "Titans Fit the Battle of Jericho!", hauria presentat el primer superheroi afroamericà de DC, però va ser rebutjada per l'editor Carmine Infantino. La història revisada va aparèixer a Teen Titans nº 20 (març-abril de 1969). Wolfman i Gil Kane van crear un origen per Wonder Girl a Teen Titans nº 22 (juliol-agost de 1969) que va introduir el nou vestuari del personatge.

### Anys setanta
Ell i l'artista Bernie Wrightson van co-crear Destiny a Weird Mystery Tales nº 1 (juliol-agost de 1972), un personatge que posteriorment s'utilitzarà en l'obra de Neil Gaiman.
El 1972, Wolfman es va traslladar a Marvel Comics com a protegit del llavors editor Roy Thomas. Quan Thomas va deixar el càrrec, Wolfman finalment va assumir el càrrec de director (editor), inicialment encarregat de les revistes en blanc i negre, i finalment la línia de color dels còmics. Wolfman va dir el 1981 que, "Marvel mai no va donar [el seu] compromís" amb la línia en blanc i negre. "Ningú no es volia comprometre amb el personal". "Vaig formar el primer personal de producció, vaig contractar els primers dissenyadors, enganxar-los." Wolfman va deixar el càrrec de director en cap (editor-in-chief) per dedicar més temps a escriure.
Ell i l'artista Gene Colan van elaborar The Tomb of Dracula, un còmic de terror que es va convertir en "un dels còmics de terror més aclamats per la crítica." Durant la seva carrera en aquesta sèrie, van crear Blade, un personatge que més tard seria interpretat per l'actor Wesley Snipes en una trilogia cinematogràfica. A més, la redacció de Marvel no va poder resistir l’oportunitat d’assignar un escriptor amb aquest cognom per contribuir amb algunes històries al seu títol de monstre concurrent, Werewolf by Night, amb un comentari lúdic de l'editor: "Per fi - WEREWOLF - escrit d'un home de llop" (en referència al seu cognom).
Wolfman va co-crear Bullseye a Daredevil nº 131 (març de 1976). Ell i l’artista John Buscema van crear Nova en el primer número de la sèrie homònima d’aquest personatge. Wolfman i Gil Kane van adaptar els conceptes de Barsoom d'Edgar Rice Burroughs a còmics a la sèrie John Carter de Marvel, Warlord of Mars. Wolfman va escriure 14 números de Marvel Two-in-One començant pel número 25 (març de 1977). La sèrie Spider-Woman va ser llançada a l'abril de 1978 per Wolfman i l'artista Carmine Infantino. Com a primer escriptor habitual de Spider-Woman, va redissenyar el personatge, donant-li una identitat humana com Jessica Drew. Wolfman va succeir a Len Wein com a escriptor de The Amazing Spider-Man i, en el seu primer número, nº 182 (juliol de 1978), va fer que Peter Parker proposés el matrimoni a Mary Jane Watson, que es va negar en el número següent. Wolfman i Keith Pollard van presentar la simpàtica canalla Gata Negra (Felicia Hardy) a The Amazing Spider-Man nº 194 (juliol de 1979).
El 1978, Wolfman i l'artista Alan Kupperberg es van fer càrrec de la tira còmica sindicada Howard the Duck. Mentre escrivien Fantastic Four (que Wolfman afirmava que era el seu còmic favorit), Wolfman i John Byrne van introduir un nou herald per a Galactus anomenat Terrax al nº 211 (octubre de 1979). Una història de Godzilla de Wolfman i Steve Ditko es va convertir en una història de Dragon Lord publicada a Marvel Spotlight vol. 2 nº 5 (març de 1980). La criatura que va lluitar amb el Dragon Lord anava a ser Godzilla, però, ja que Marvel ja no tenia els drets del personatge (que havien caducat l'any anterior), la criatura es va modificar per convertir-se en un drac anomenat The Wani.

### Anys vuitanta

#### The New Teen Titans
El 1980, Wolfman va tornar a DC després d'una disputa amb Marvel. En equip amb l'artista George Pérez, Wolfman va rellançar Teen Titans de DC en una vista prèvia especial a DC Comics Presents nº 26 (octubre de 1980). The New Teen Titans va afegir les creacions de Wolfman-Pérez Raven, Starfire i Cyborg a Robin, Wonder Girl, Kid Flash i Beast Boy de l'antic equip (canviat el nom pel de Changeling). La sèrie es va convertir en el primer nou èxit de DC en anys; Christopher J. Priest va anomenar Deathstroke, un altre personatge nou, "el primer supermalvat modern". Wolfman va escriure una sèrie de còmics de New Teen Titans sobre consciència sobre drogues que es van publicar en cooperació amb The President's Drug Awareness Campaign el 1983–1984. El primer va ser dibuixat per Ross Andru i subscrit per la American Soft Drink Industry, el segon va ser il·lustrat per Pérez i patrocinat per la Keebler Company, i el tercer va ser dibuixat per Adrian Gonzales i finançat per IBM. L'agost de 1984, Wolfman i Pérez van llançar una segonda sèrie The New Teen Titans.
Altres projectes de Wolfman per a DC durant els primers anys vuitanta van incloure la col·laboració amb l'artista Gil Kane en un serial de Superman a Action Comics; un renaixement de Dial H for Hero amb Carmine Infantino; el llançament de Night Force, una sèrie sobrenatural dibuixada per Gene Colan; i una carrera de gairebé dos anys a Green Lantern amb Joe Staton. Durant la seva col·laboració en aquesta sèrie, Wolfman i Staton van crear els Omega Men a Green Lantern nº 141 (juny de 1981). Wolfman va escriure breument Batman i va co-crear l’Electrocutioner al número 331 (gener de 1981). Wolfman va ser un dels col·laboradors de la sèrie limitada DC Challenge el 1986.
Després que Pérez deixés The New Teen Titans el 1985, Wolfman va continuar molts anys amb altres col·laboradors, inclosos els dibuixants José Luis García-López, Eduardo Barreto i Tom Grummett. El desembre de 1986, Wolfman va ser informat per l'escriptor de Marvel Chris Claremont que un executiu de DC s'havia apropat a Claremont en una festa i li va oferir el lloc d'escriptor a The New Teen Titans. Claremont va rebutjar immediatament l'oferta i va dir a Wolfman que aparentment l'editor volia substituir-lo pel títol. Quan Wolfman es va enfrontar als executius de DC sobre això, se li va dir que era "només una broma", tot i que Claremont va reiterar que va considerar que era una oferta oficial i creïble.

#### Crisis on Infinite Earths
El 1985, Wolfman i Pérez van llançar Crisis on Infinite Earths, una sèrie limitada de dotze números que celebrava el 50è aniversari de DC. Amb un repartiment de milers de personatges i una línia de temps que anava des del principi de l’univers fins al final dels temps, va matar desenes de personatges, va integrar diversos herois d'altres empreses a la continuïtat de DC i va reescriure 50 anys d’història de l'Univers DC per racionalitzar-lo. Després d’acabar Crisis, Wolfman i Pérez van produir la sèrie limitada History of the DC Universe per resumir la nova història de la companyia.
Wolfman també va participar en el rellançament de la línia Superman, reinventant la némesis Lex Luthor i inicialment guionitzant el títol de Adventures of Superman amb Jerry Ordway com a artista. Durant aquest període van presentar Bibbo Bibbowski i el professor Emil Hamilton.

#### Disputa de les qualificacions
Wolfman va entrar en una disputa pública amb DC sobre un sistema de qualificació proposat, que va fer que la companyia el rellevés de les seves funcions editorials. DC es va oferir a restablir a Wolfman com a editor sempre que es disculpés per fer públiques les seves crítiques al sistema de qualificació, en lloc de mantenir-les internes a la companyia, però es va negar a fer-ho.

### Anys 90
Wolfman va tornar al Cavaller Fosc per a una altra breu publicació sobre Batman i Detective Comics, escrivint "Batman: Year Three", creant el tercer Robin, Tim Drake, així com Abattoir i una nova versió de l'Electrocutioner, i escrivia una adaptació d'aniversari de la primera història de Batman, que es va imprimir juntament amb altres dues adaptacions i l'original. Va continuar com a escriptor de The New Titans i va revitalitzar la sèrie amb l'artista Tom Grummett. Wolfman va escriure la sèrie fins a l'últim número del títol. L'escriptura de Wolfman per als còmics va disminuir a mesura que es va dedicar a l'animació i la televisió, tot i que va escriure la sèrie de DC The Man Called AX de mitjans dels anys noranta.

#### Carrera a Disney
A principis dels anys noranta, Wolfman va treballar a Disney Comics. Va escriure guions per a una història de set parts de DuckTales ("Scrooge's Quest "), així com diverses altres - amb els personatges de l'univers de Mickey Mouse - que van aparèixer a Mickey Mouse Adventures. Va ser editor de la secció de còmics de la revista Disney Adventures durant els primers anys de la publicació.

#### Plet amb Marvel
El 1997, a la vigília del llançament imminent de la pel·lícula Blade, Wolfman va demandar Marvel Characters Inc. per la propietat de tots els personatges que havia creat per a Marvel Comics. El 6 de novembre de 2000 es va dictar una sentència a favor de Marvel. La postura de Wolfman era que no havia signat contractes de treball per lloguer quan va crear personatges com Blade i Nova. En un judici no jurat, el jutge va dictaminar que l'ús posterior dels personatges per part de Marvel era prou diferent per protegir-lo de la reclamació de Wolfman de la propietat dels drets d'autor.

#### Beast Machines
A finals dels anys noranta, Wolfman va desenvolupar la sèrie de televisió Transformers Beast Machines, que es va emetre a Fox Kids durant dues temporades del 1999 al 2000. El programa era una continuació directa de la sèrie Beast Wars, que per si mateixa era una continuació de la sèrie original de Transformers <i id="mwAYY">Generation One</i>. Beast Machines va rebre ressenyes mixtes, ja que el programa va ser elogiat per la seva història, però va ser criticat pel seu enfocament en l'espiritualitat. Anteriorment, als anys vuitanta, Wolfman va escriure la història del retorn d'Optimus Prime a "The Return of Optimus Prime" a la tercera temporada de <i id="mwAYo">Transformers</i>.

### Anys 2000
Una dècada després, Wolfman va començar a escriure en còmics de nou, amb el guió de Defex, el títol insígnia de la línia Aftermath de Devil's Due Productions. Va escriure un número de "Infinite Crisis" de "Secret Files" de DC i va consultar amb l'escriptor Geoff Johns sobre diversos números de The Teen Titans. Wolfman va escriure una novel·la basada en Crisis on Infinite Earths, però en lloc de seguir la trama original, va crear una nova història protagonitzada pel Barry Allen Flash que té lloc durant la història original de Crisis. Wolfman va escriure la novel·lació de la pel·lícula Superman Returns i va treballar en una pel·lícula d'animació directa a vídeo, Condor, per a Pow Entertainment de Stan Lee.
El 2006, Wolfman va ser director editorial d’Impact Comics (sense relació amb l'empremta de DC Comics), editor de còmics educatius amb l'estil de manga per a estudiants de secundària. Aquell mateix any, a partir del nº 125, Wolfman va començar a escriure la sèrie Nightwing de DC. Programada inicialment per a una tirada de quatre números, la tirada de Wolfman es va ampliar a 13 números i va acabar amb el núm. 137. Durant la seva carrera, Wolfman va introduir un nou personatge Vigilante. Després de la sortida de Wolfman de les pàgines de Nightwing, el Vigilante es va derivar en el seu propi títol de curta durada, que Wolfman va escriure. Va escriure una minisèrie protagonitzada per Raven, un personatge que ell i George Pérez van co-crear durant la seva carrera a The New Teen Titans, ajudant a renovar i actualitzar el personatge. Treballa amb Pérez en una adaptació de pel·lícula directa a DVD de la popular història de "Judas Contract" del seu mandat a Teen Titans.

### Anys 2010
El 2011, ell i Pérez van completar la novel·la gràfica New Teen Titans: Games, en què havien començat a treballar a finals dels anys vuitanta. Wolfman va reviure la seva sèrie Night Force amb l'artista Tom Mandrake el 2012. Va ser consultor d’escriptura en el videojoc Epic Mickey 2: The Power of Two, que va ser nominat al Writers Guild of America Award per assoliment destacat en l'escriptura de videjoc. El 2015, Wolfman va escriure una novel·lació del videojoc Batman: Arkham Knight. I el 2016 va publicar la novel·lització de la pel·lícula L'esquadró suïcida a Titan Books. El 2017 va rebre el premi Hero Initiative Achievement Award. Aquell any també va marcar el primer treball de Wolfman per a Marvel des del 1998: una història secundària per a Bullseye nº 1, protagonitzada pel personatge titular que havia co-creat el 1976. El 2019, DC va publicar el còmic de grans dimensions i de 100 pàgines, Man and Superman, el relat de Marv Wolfman sobre la història d’origen de Superman, amb gran aclamació.

### Vida personal
Wolfman està casat amb Noel Watkins. Wolfman va estar casat anteriorment amb Michele Wolfman, durant molts anys colorista de la indústria del còmic. Tenen una filla, Jessica Morgan.

## Pioner en la redacció de crèdits
Wolfman, al panell "Marvel Comics: The Method and the Madness" (Marvel Comics: el mètode i la bogeria) de la New York City Comic Art Convention de 1974, va dir al públic que, quan va començar a treballar per DC Comics, va rebre el primer crèdit de DC a les seves revistes de misteri. Gerry Conway, que va escriure les pàgines intersticials de l'amfitrió de terror entre històries, va escriure en un número que la història següent la va explicar un "wandering Wolfman" (Wolfman errant). El Comics Code Authority, que no permetia esmentar homes llop o homes llop, va exigir que es retirés. DC va informar a l'Autoritat que "Wolfman" era el cognom de l'escriptor, de manera que l'Autoritat va insistir que se li donés un crèdit per demostrar que "Wolfman" era una persona real. Una vegada que Wolfman va rebre un crèdit, altres escriptors també els van exigir. En breu, es van atorgar crèdits a tots els escriptors i artistes.

## Premis
- Premi Inkpot el 1979.[79]
- Premi Eagle de 1982 al "Millor llibre nou"[80] i premis Eagle de 1984 i 1985 al "Millor llibre de grup" per a New Teen Titans.[80]
- Crisis on Infinite Earths de Wolfman i l'artista George Pérez va guanyar els premis Jack Kirby de 1985 i 1986 a la millor sèrie limitada.[81]
- El 1985, DC Comics va nomenar Wolfman com un dels homenatjats a la publicació del 50è aniversari de la companyia Fifty Who Made DC Great.[82]
- 1986 Nominat al premi Comics Buyer's Guide per a l'escriptor favorit el 1986,[83] i el seu treball a l'arc argumental de "Batman: Year Three" (Any Tres) a Batman nº 436-439 va ser nominat al premi d'escriptor favorit de Comics Buyer's Guide.[84]
- Premi Scribe 2007 per "Novel·la de ficció especulativa adaptada", atorgat per escriptors de novel·lització i ficció vinculada per la seva novel·la basada en Superman Returns.[85]
- Premi Nacional del Llibre Jueu 2007 per "Literatura infantil i juvenil", per Homeland: The Illustrated History of the State of Israel.[86]
- 2011 entrada al Saló de la Fama de Will Eisner.
- Premi a la iniciativa Hero Hero Lifetime Achievement Award el 2017

## Filmografia

### Crèdits de guió
Escriptor principal de la sèrie marcat en negreta
- G.I. Joe: A real American Hero (1986)
- Jem (1986-1987)
- Captain Power and the Soldiers of the Future (1987)
- Fraggle Rock: The Animated Series (1987)
- Starcom: The U.S. Space Force (1987)
- The Transformers (1987): escriptor en cap de la temporada 3
- Garbage Pail Kids (1988)
- RoboCop (1988)
- Superman (1988)
- G.I. Joe: A Real American Hero (1991)
- Batman: The Animated Series (1992)
- My Little Pony Tales (1992)
- Cadillacs and Dinosaurs (1993)
- Conan The Adventurer (1993)
- Monster Force (1994)
- Spider-Man: The Animated Series (1995)
- Tenko and the Guardians of the Magic (1995)
- Beast Wars: Transformers (1996)
- G.I. Joe Extreme (1996)
- Street Fighter (1996)
- ReBoot (1997-1999)
- Pocket Dragon Adventures (1998)
- Godzilla: The Series (1998)
- Shadow Raiders (1998-1999)
- Beast Machines: Transformers (1999)
- Sherlock Holmes in the 22nd Century (1999)
- The Legend of Tarzan (2001)
- Teen Titans (2003, 2005)
- Speed Racer: The Next Generation (2008)
- Sym-Bionic Titan (2010)
- Arrow (2020)

### Videojocs
- Superman Returns (2006)

### Crèdits interpretatius
| Curs | Títol               | Paper                     | Notes                                                                          |
| ---- | ------------------- | ------------------------- | ------------------------------------------------------------------------------ |
| 2020 | Legends of Tomorrow | Cercador d’autògrafs Marv | Episodi: "Crisis on Infinite Earths: Part Five" (episodi especial temporada 5) |

### DC Comics
- 9–11: The World's Finest Comic Book Writers & Artists Tell Stories to Remember, Volume Two (2002)
- Action Comics #513–516, 525–536, 539–546, 551–554, 556, 613–618, 627–628, 778, 1000 (1980–2018)
- Adventure Comics #417, 421, 424, 474, 479–487 (1972–1981)
- Adventures of Superman #424–435, 591 (1987–2001)
- Aquaman Giant #1 (2019)
- Batman #328–335, 436–451 (1980–1990)
- Batman and the Outsiders #5 (1983)
- Batman Black and White vol. 2 #3 (2014)
- The Best of DC #18 (1981)
- Blackhawk #242 (1968)
- The Brave and the Bold #167 (1980)
- The Brave and the Bold vol. 3 #17–18 (2008)
- Convergence: Adventures of Superman #1–2 (2015)
- Convergence: New Teen Titans #1–2 (2015)
- Crisis on Infinite Earths #1–12 (1985–1986)
- Cyborg #10–12, 21–23 (2016–2018)
- DC Challenge #11–12 (1986)
- DC Comics Presents nº 26, 77–78 Annual #1 (1980–1985)
- DC Comics Presents: Justice League of America #1 (2004)
- DC Primal Age #1 (2019)
- DC Retroactive: Superman – The '80s #1 (2011)
- DC Special: Raven #1–5 (2008)
- DC Universe Online: Legends #1, 3, 5, 7, 9–11, 13, 15, 18–26 (2011–2012)
- Deathstroke the Terminator/Deathstroke the Hunted/Deathstroke #1–11, 13–21, 26–39, 41–60, 0, Annual #1, 3–4 (1991–1996)
- Detective Comics No. 408, 615, 625–628 (1971–1991)
- Eight Legged Freaks #1 (2002)
- Flash #750 (2020)
- Green Lantern vol. 2 #133–153 (1980–1982)
- Green Lantern 80-Page Giant #2 (1999)
- Green Lantern/Plastic Man: Weapons of Mass Deception #1 (2011)
- History of the DC Universe #1–2 (1987)
- House of Mystery #176, 179–180, 182–183, 300 (1968–1982)
- House of Secrets #82–84, 87–88, 90, 127 (1969–1975)
- Infinite Crisis Secret Files and Origins #1 (2006)
- Legends of the DC Universe #18 (1999)
- Legends of the DC Universe 80-Page Giant #1 (1998)
- Legends of the DC Universe: Crisis on Infinite Earths #1 (1999)
- Legion of Super-Heroes vol. 2 #272 (1981)
- Looney Tunes #218 (2014)
- Man and Superman #1 (2019)
- Man Called A-X vol. 2 #1–8 (1997–1998)
- Mystery in Space #116 (1981)
- The New Teen Titans #1–40, Annual #1–2 (1980–1984)
- The New Teen Titans vol. 2 #1–49, Annual #1–4 (1984–1988)
- The New Teen Titans Drug Awareness Special #1–3 (1983)
- The New Teen Titans: Games GN (2011)
- The New Titans #50–86, 88–93, 97–130, #0, Annual #5–11 (1988–1995)
- Night Force #1–14 (1982–1983)
- Night Force vol. 2 #1–12 (1996–1997)
- Night Force vol. 3 #1–7 (2012)
- Nightwing vol. 2 #125–137 (2006–2007)
- Omega Men #24 (1985)
- Phantom Stranger vol. 2 #23–26 (1973)
- Plop! #14 (1975)
- Raven #1–6 (2016–2017)
- Raven: Daughter of Darkness #1–12 (2018–2019)
- Secret Origins vol. 2 #46 (1989)
- Secret Origins vol. 3 #5 (2014)
- Showcase #78 (1968)
- Showcase '94 #11 (1994)
- Silver Age: Teen Titans #1 (2000)
- Spirit #4 (2010)
- Superboy vol. 5 #26–29 (2014)
- Supergirl #1–2 (1972–1973)
- Superman #248, 352, 422 (1972–1986)
- Superman vol. 2 #169 (2001)
- The Superman Family #203-206, 209 (1980–1981)
- Superman: Our Worlds at War Secret Files and Origins #1 (2001)
- Superman: The Man of Steel #113 (2001)
- Tales of the New Teen Titans #1–4 (1982)
- Tales of the Teen Titans #41–58, Annual #3 (1984–1985)
- Tarzan #207–209, 213–216 (1972–1973)
- Team Titans #1–12, Annual #1 (1992–1993)
- Teen Titans #18, 22 (1968–1969)
- Teen Titans vol. 3 #33, 50, Annual #1 (2006–2007)
- Teen Titans vol. 4 #23.1 (Trigon) (2013)
- Teen Titans vol. 6 #16 (2018)
- Teen Titans Spotlight #1–6 (1986–1987)
- Titans #25 (2001)
- Titans Secret Files and Origins #1 (1999)
- Titans Sell-Out Special #1 (1992)
- Vigilante #1–15, 19–20 (1983–1985)
- Vigilante vol. 3 #1–12 (2009–2010)
- Weird War Tales #3, 6 (1972)
- Weird Worlds #1–7 (1972–1973)
- The Witching Hour #13 (1971)
- Wonder Woman #287, 294 (1982)
- World's Finest Comics #288, 300 (1983–1984)

WildStorm
- Farscape: War Torn #1–2 (2002)
- God of War #1–6 (2010–2011)
- Robo Dojo #1–6 (2002)
- The X-Files vol. 2 #3–4 (2009)

### Marvel Comics
- Amazing Adventures #20 (1973)
- The Amazing Spider-Man #182–204, Annual #13 (1978–1980)
- Avengers #169 (1978)
- Bullseye #1 (2017)
- Captain America #192 (1975)
- Captain Marvel #23 (1972)
- Crazy Magazine #2, 11 (1974–1975)
- Daredevil #125–139, 141–143, Annual #4 (1975–1977)
- Doctor Strange #19–20, 22–23, Annual #1 (1976–1977)
- Dracula Lives #2–5 (1973–1974)
- Fantastic Four #190, 195–215, Annual #12, 14 (1978–1980)
- Ghost Rider #20 (1976)
- Giant-Size Chillers Featuring Curse of Dracula #1 (1974)
- Giant-Size Fantastic Four #3 (1974)
- Giant-Size Man-Thing #5 (1975)
- Howard the Duck #28 (1978)
- John Carter, Warlord of Mars #1–15, Annual #1, 3 (1977–1979)
- Journey into Mystery #520–521 (1998)
- Legion of Monsters #1 (1975)
- Machine Man #10–14 (1979–1980)
- Marvel Comics Presents #38–47 (1989–1990)
- Marvel Fanfare #16–17 (1984)
- Marvel Movie Premiere #1 (adaptació de The Land That Time Forgot) (1975)
- Marvel Premiere #39–40 (1977–1978)
- Marvel Preview #1, 8, 16 (1975–1978)
- Marvel Spotlight vol. 2 #5 (1980)
- Marvel Super Special #15 (adaptació de Star Trek: The Motion Picture) (1979)
- Marvel Team-Up #98 (1980)
- Marvel Team-Up vol. 2 #7 (1998)
- Marvel Two-in-One #13, 25–37, 44, 59, Annual #3 (1976–1980)
- Mission Impossible #1 (1996)
- Monsters Unleashed #1 (1973)
- Nova #1–25 (1976–1979)
- Power Man #37–46 (1976–1977)
- Shadows & Light #2 (1998)
- Skull the Slayer #1–3 (1975–1976)
- The Spectacular Spider-Man #44 (1980)
- Spider-Woman #1–8 (1978)
- Spoof #2–5 (1972–1973)
- Star Trek #4 (1980)
- Sub-Mariner #70–71 (1974)
- Tales of the Zombie #1 (1973)
- The Tomb of Dracula #7–70 (1973–1979)
- The Tomb of Dracula vol. 2 #1–3 (1979–1980)
- Tower of Shadows #4 (1970)
- Two-Gun Kid #104 (1972)
- Vampire Tales #8–9 (1974–1975)
- Venom: Sinner Takes All #5 (1995)
- Werewolf by Night #11–15 (1973–1974)
- What If...? #5 (1979)

Epic Comics
- The Tomb of Dracula vol. 3 #1–4 (1991–1992)

### Altres
Bongo Comics
- Treehouse of Horror # 11 (2005)

Chaos Comics
- The Mummy: Valley of the Gods #1 (2001)

Dark Horse Comics
- The Curse of Dracula #1–3 (1998)
- Michael Chabon Presents the Amazing Adventures of the Escapist #3 (2004)

Devil's Due Publications
- Defex #1–6 (2004–2005)

Disney Comics
- Disney Adventures Digest Special Edition (1990)
- Goofy Adventures #17 (1991)
- Mickey Mouse Adventures #5, 9, 11, 14 (1990–1991)

Eclipse Comics
- Total Eclipse #1–5 (1988)

First Comics
- Sable #1–7, 9–10, 12–23 (1988–1990)

Gladstone Publishing
- Duck Tales #1–7 ("Scrooge's Quest") (1990)

IDW Publishing
- Gene Pool OGN (amb Len Wein) (2003)

Image Comics
- 10th Muse #1–9 (2000–2002)
- Brigade #17–22 (1995)

Malibu Comics
- Codename: Firearm #0, 2, 4–5 (1995)
- Man Called A-X #1–4, #0 (1994–1995)
- Ultraforce #8–9 (1995)
- Ultraforce/Spider-Man #1A-B (1996)
- Witch #1 (1989)

Moonstone
- Captain Action Comics #2–3 (with Fabian Nicieza) (2009)

Nachshon Press
- Homeland OGN (2007)

Now Comics
- Mirror Walker #1 (1989)

Renaissance Press
- The Forbidden Book Vol. 1 (2001)

S.Q.P. Inc.
- Phase #1 (1971)

Skywald Publications
- Nightmare #2 (1971)
- Psycho #2 (1971)

TSR, Inc.
- R.I.P. #1–2, 4 (1990)

Zenescope
- Mankind: The Story of All of Us Vol. 1 (2012)